# Claes Jägevall
Claes Robert Jägevall, född 2 maj 1950 i Göteborg, är en svensk politiker (folkpartist) och sedan mitten av 1990-talet kommunstyrelsens ordförande i Tibro kommun. Han har även suttit i Folkpartiets partistyrelse fram till 2013.
Claes Jägevall är även ordförande i Svenska Borgwardklubben, som arbetar med bilar som heter Borgward, Goliath, Hansa och Lloyd. Nu för tiden bor han i Hörnebo, några kilometer utanför orten Tibro.